# Metzen (Hohlmaß)

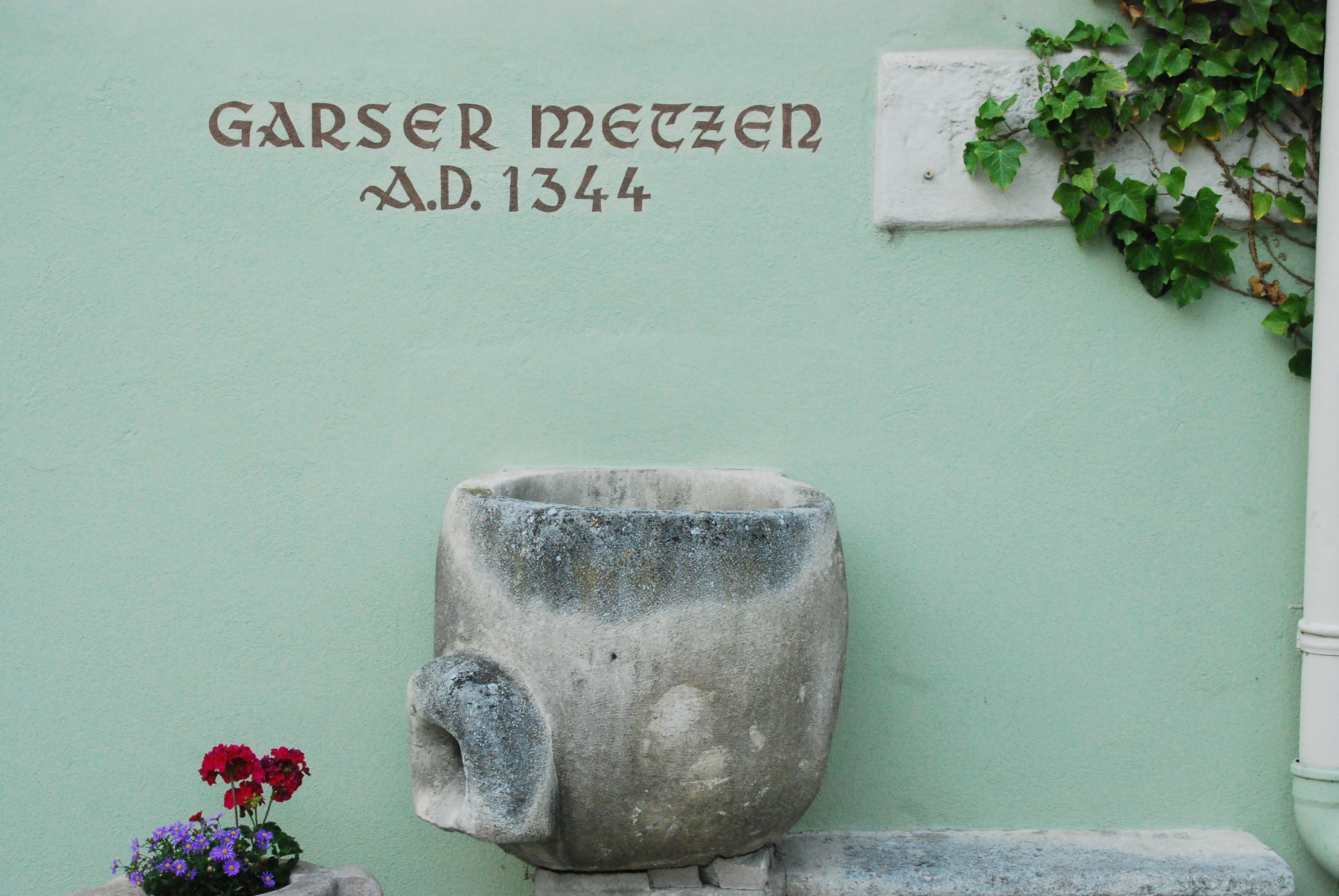
Ein steinerner Metzen in Gars am Kamp

Der Metzen ist der Name eines Hohlmaßes für Getreide und Salz verschiedener Größe. Er war ein Volumenmaß in Süddeutschland, Mähren, Österreich und Ungarn. In Ungarn und Niederösterreich war es auch ein Ackermaß. Mit Meste (Plural Mesten) wurde auch das Gefäß in der entsprechenden Größe bezeichnet.

## Ackermaß
Als Ackermaß waren
- 1 Metzen = 1919 4⁄9 Quadratmeter = 3⁄4 Morgen (preuß.)

## Hohlmaß
Als Getreidemaß war der Metzen in den verschiedenen Regionen sehr unterschiedlich:
- Königreich Bayern 1 Metzen Getreide = 34 2⁄3 Maasskannen = 37,0596 Liter[4]
- Haßfurt 1 Metzen Getreide = 27 4⁄5 Liter und Hafer = 41 Liter
- Marburg (regionale Bezeichnung des Maßes als Meste):
  - 1 Meste = 4 Sester = 16 Mäßchen = 25,946 Liter, etwa 26 Liter
  - 1 Mötte = 4 Meste = 5232 Pariser Kubikzoll = 103,784 Liter[5]
- Marktbreit 1 Metzen Getreide = 23 1⁄3 Liter und Hafer = 35 Liter
- Ochsenfurt 1 Metzen Getreide = 22 1⁄5 Liter und Hafer = 34 1⁄6 Liter
- Schwarzburg-Rudolstadt 1 Marktscheffel = 96 Metzen

Wie aus zeitgenössischen Berichten ersichtlich, wurde der Metzen auch für andere Güter benutzt. Im Amtsblatt Berlin beispielsweise befindet sich eine Bekanntmachung der Produktionsvolumina von Seidenzüchtern, in der die Volumina der Seiden-Kokons in Metzen angegeben werden.
Weitere Verhältnisse:
- Braunschweig: 8,24225 Liter[7]

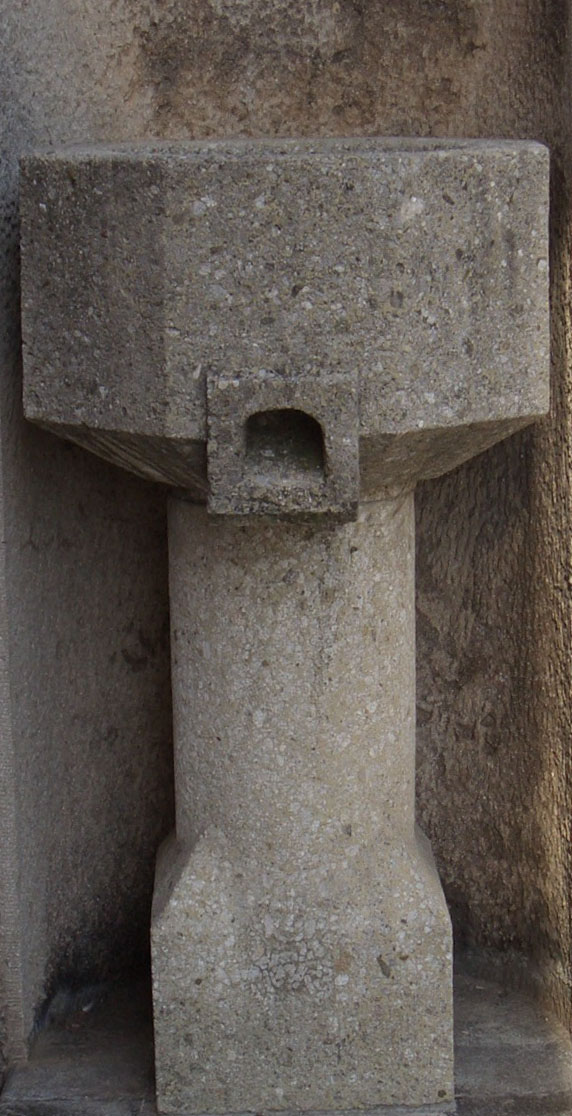
Metzen in Wels, Österreich

- Österreich: 61,487 Liter. - Der Welser Metzen fasst ab 1595 etwa 75 Liter.
- Preußen: 3,435 Liter
- Sachsen: 6,499 Liter
- Nürnberger Maßeinheiten:
  - Korn-Metzen: 20,5 Liter
  - Hafer-Metzen: 19,2 Liter
  - Salz-Metzen: 16,64 Liter

Im frühen 20. Jahrhundert unterschied man noch zwischen dem Preßburger Metzen, einem Volumen von 62,53 Litern, und dem Wiener Metzen, einem Volumen von 61,487 Litern.

## Sonderformen
- 1 Zweiunddreißiger = 1⁄32 Metzen = 1,158 Liter[9]
- In Österreich für (Holz-)Kohle von 1858 bis 1876: 1 Zweimetzen = 2 Metzen (Wiener) = 1 Stübich/Stibich = 0,12297 Kubikmeter[9]